# 粗吻海龍屬
粗吻海龍屬，為輻鰭魚綱棘背魚目海龍科的其中一屬。

## 下属物种
- 短吻粗吻海龍（Trachyrhamphus bicoarctatus）：又稱短尾粗吻海龍。
- 長粗吻海龍（Trachyrhamphus longirostris）
- 鋸粗吻海龍（Trachyrhamphus serratus）